# Araçatuba
Araçatuba ist eine Gemeinde im Landesinneren des brasilianischen Bundesstaates São Paulo mit 182.526 Einwohnern (2011). Die Gemeinde liegt auf 50° 25' West und 21° 12' Süd. Sie ist die Hauptstadt der gleichnamigen Region und liegt in einer Entfernung von 519 Kilometern zur Stadt São Paulo. Das Gemeindegebiet umfasst ein Territorium von 1.167 km². Die Gemeinde liegt am Rio Tietê.
Die Stadt hat ihren Namen von araçá. Mit diesem Wort bezeichneten die Tupi eine Frucht, die in der Umgebung wächst.

## Geschichte
Die Gemeinde geht auf ein Lager und einen Bahnhof zurück, die 1908 anlässlich des Baues einer Eisenbahnlinie errichtet wurden. Am 8. Dezember 1921 wurde Araçatuba als selbständige Gemeinde anerkannt.

## Klima
Bei einem tropischen Klima herrscht in der Stadt eine Durchschnittstemperatur von 23 °C. Der heißeste Monat ist der Februar mit einer Durchschnittstemperatur von 26 °C, wobei das durchschnittliche Maximum 31 °C beträgt.

## Wirtschaft
Die Viehhaltung, vornehmlich Rinder, sowie der Anbau und die Weiterverarbeitung von Zuckerrohr sind bedeutende Wirtschaftszweige in der Stadt.
Über den Flughafen Araçatuba ist die Stadt an das nationale Flugnetz angebunden.

## Religion
Das Christentum ist in der Stadt wie folgt vertreten:

### Römisch-katholische Kirche
Die katholische Kirche in der Gemeinde ist Teil der Bistum Araçatuba.

### Protestantische Kirche
In der Stadt gibt es die unterschiedlichsten evangelischen Glaubensrichtungen, hauptsächlich Pfingstler, darunter die brasilianischen Assemblies of God (die größte evangelische Kirche des Landes), die Christliche Kongregationalistische Kirche in Brasilien, und andere.

## Söhne und Töchter der Gemeinde
- Luís Britto (* 1993), Tennisspieler